# Paroplapoderus
Paroplapoderus är ett släkte av skalbaggar. Paroplapoderus ingår i familjen rullvivlar.

## Dottertaxa tillParoplapoderus, i alfabetisk ordning[1]
- Paroplapoderus abdominalis
- Paroplapoderus amoenus
- Paroplapoderus angulipennis
- Paroplapoderus armatus
- Paroplapoderus basalis
- Paroplapoderus biangulatus
- Paroplapoderus bihumeratus
- Paroplapoderus bistrispinosus
- Paroplapoderus bituberculatus
- Paroplapoderus breviceps
- Paroplapoderus coniceps
- Paroplapoderus doriae
- Paroplapoderus fallax
- Paroplapoderus fasciatus
- Paroplapoderus funerula
- Paroplapoderus hauseri
- Paroplapoderus hustachei
- Paroplapoderus japonicus
- Paroplapoderus lefroyi
- Paroplapoderus maculata
- Paroplapoderus maculiceps
- Paroplapoderus malaccana
- Paroplapoderus malaisei
- Paroplapoderus melanostictus
- Paroplapoderus multicostatus
- Paroplapoderus nakamurai
- Paroplapoderus nigrimanus
- Paroplapoderus nigroguttatus
- Paroplapoderus obtusus
- Paroplapoderus ornatus
- Paroplapoderus pardalis
- Paroplapoderus pardaloides
- Paroplapoderus perakensis
- Paroplapoderus proximus
- Paroplapoderus punctatus
- Paroplapoderus reductus
- Paroplapoderus semiannulatus
- Paroplapoderus shirakii
- Paroplapoderus spiniferus
- Paroplapoderus sticticus
- Paroplapoderus subspinosus
- Paroplapoderus tandjongicus
- Paroplapoderus tenebrosa
- Paroplapoderus tentator
- Paroplapoderus tigrinus
- Paroplapoderus tristis
- Paroplapoderus tristoides
- Paroplapoderus tuberculatus
- Paroplapoderus turbidus
- Paroplapoderus ulmi
- Paroplapoderus validus
- Paroplapoderus vanvolxemi
- Paroplapoderus varicollis
- Paroplapoderus vitticeps